# Bognera recondita
Bognera recondita är en kallaväxtart som först beskrevs av Michael T. Madison, och fick sitt nu gällande namn av Simon Joseph Mayo och Dan Henry Nicolson. Bognera recondita ingår i släktet Bognera och familjen kallaväxter. Inga underarter finns listade.